# حمرية سنغالية
حمرية سنغالية (الاسم العلمي: Erythrina senegalensis) هي نوع من النباتات تتبع جنس الحمرية من الفصيلة البقولية.